# Serdar Dayat
Serdar Dayat (* 30. Mai 1969 in Istanbul) ist ein türkischer Fußballtrainer. Zuletzt war er von Februar bis Anfang Mai 2021 Trainer des Drittligisten Türkgücü München.

## Trainerkarriere
Dayat erlangte seine Lizenz als Fußball-Lehrer in der Hennes-Weisweiler-Akademie in Köln. 
Seine erste Trainerstation hatte Dayat bei Kasımpaşa SK, wo er in der Saison 2007/08 als Co-Trainer arbeitete. Der Verein belegte in der Abschlusstabelle den letzten Platz, sodass man in die zweite Liga abstieg.
In der Saison 2009/10 und 2010/11 war er bei Gençlerbirliği Ankara an der Seite von Fuat Çapa, Thomas Doll und Ralf Zumdick jeweils als Co-Trainer aktiv. 
Auch bei Samsunspor war Dayat in der Saison 2011/12 Co-Trainer von Vladimir Petković und Mesut Bakkal. Am Ende der Saison verpasste Samsunspor den Klassenerhalt. 
Zur Saison 2012/13 wurde Dayat erstmals Cheftrainer. Er wechselte in die erste bulgarische Liga zum Neuaufsteiger FK Etar 1924 Weliko Tarnowo und sollte den Verein vor dem Abstieg bewahren. Dayat wurde mit der Mannschaft jedoch Letzter und konnte den Gang in die zweite Liga nicht verhindern. Daraufhin einigten sich Trainer und Verein auf das Vertragsende.
Zur Saison 2013/14 wurde er beim Zweitligisten Denizlispor als Nachfolger des entlassenen Özcan Bizati vorgestellt. Auch hier konnte er keine Erfolge erzielen und wurde bereits nach dem 6. Spieltag am 23. September 2013 entlassen.
Ab Juli 2017 bekleidete er beim schwedischen Drittligisten Kristianstads FF die Funktion des Sportlichen Leiters, ab September 2017 übernahm er auch die Funktion des Co-Trainers. Von Januar bis Mai 2018 war er Cheftrainer und Sportlicher Leiter des Klubs. Ab Juli 2018 bekleidete er für ein halbes Jahr den Trainerposten von Türkspor Augsburg in der Landesliga Bayern, bevor er bis Juli 2020 Nachwuchskoordinator bei Fenerbahçe Istanbul war.
Ende Februar 2021 wurde er beim deutschen Drittligisten Türkgücü München als neuer Trainer vorgestellt und mit einem Vertrag bis zum Ende der Saison 2020/21 ausgestattet. Bei dessen Vorgängerklub SV Türk Gücü München soll er bereits als Jugendspieler aktiv gewesen sein. Aufgrund von Rückenproblemen wurde der Vertrag Anfang Mai 2021 drei Spiele vor dem Saisonende wieder aufgelöst. Dayat, der den Verein ohnehin am Saisonende verlassen hätte, hatte sich schon am 35. Spieltag durch seinen Co-Trainer Andreas Pummer vertreten lassen müssen.